# 内藤清政
内藤 清政（ないとう きよまさ）は、江戸時代前期の大名。安房国勝山藩内藤家の初代藩主。のちの高遠藩内藤家3代（4代とする説あり）。

## 生涯
慶長8年（1603年）、三河譜代であり関東総奉行を務めた内藤清成の次男として誕生する。元和3年（1617年）、老中であった兄の清次が死去したため、その跡を継ぎ相模国・常陸国・上総国・下総国内で2万6,000石を領した。この時、従五位下修理亮に叙任した。元和8年（1622年）、安房国平・長狭両郡に領地を移され、4,000石の加増を受けて3万石となる（安房勝山藩）。
しかし、清政は翌元和9年（1623年）に21歳で死去した。嗣子がなく、弟の正勝も幼少だったことから、内藤家は一時的に改易された。3年後、正勝は清政の遺領から2万石を拝領し、大名に復帰するが、その正勝も若死にし、安房勝山藩は廃藩となった。
正勝の子で清政の甥の重頼は旗本から出世して大名となり、のちに重頼の子清枚が信濃国高遠に移封され、明治維新まで存続することとなる。

## 系譜
父母
- 内藤清成（実父）
- 内藤清次（養父）

養子
- 内藤正勝 ー 実弟